# جيمر

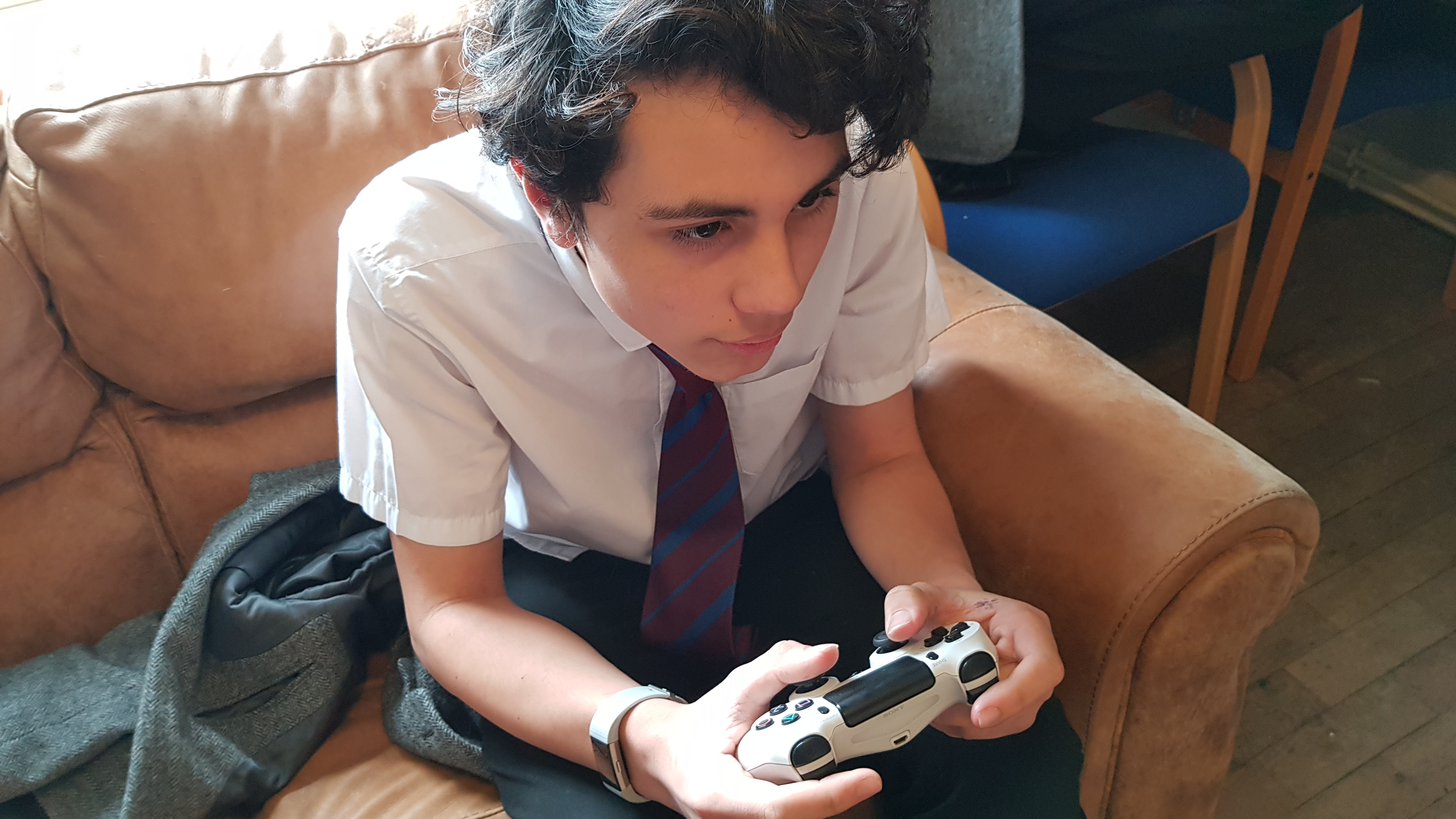

اللَعّاب أو جيمر (بالإنجليزِيّةِ:Gamer) هُوَ شخصٌ يلعَبُ ألعابَ الفيديو التّفاعُلِيّةِ، لِفتَراتٍ طويلةٍ غالِبًا، هُنالِكَ العديدُ مِنَ مُجتَمَعاتِ اللّعّابينَ حولَ العالَمِ. ومُنذُ ظُهورِ الشّابِكةِ (الإنترنت) العديدُ مِن مُجتَمَعاتِ اللّعّابينَ أخَذَت شكلَ مُنتَدَياتِ الشّابِكةِ (الإنترنت) أو اليوتيوب أو مُجتَمَعاتِ تويتش الافتراضيةِ، إضافةً إلى النّوادي الشّخصِيّةِ الاجتماعيةِ.

## الفئات
مُعدّل لاعِبي ألعابِ الفيديو في الوِلايات المُتّحِدة الأمريكِيّة: ثلاثون سنة، يلعَبون منذ أكثر مِن إثنَتَي عشرةَ سنة. وفي المملكة المُتّحدة اِعتِبارًا من عام 2007م، فاقَ مُعدّل لاعبي ألعابِ الفيديو الثلاث وعشرينَ سنةً، يلعَبونَ مُنذُ عشرةِ سنينَ، وأمضوا حوالي إحدى عشرة ساعةً أسبوعِيًا يلعَبونَ ألعابَ الفيديو. وفقًا لِمركَزِ بيو لِلأبحاثِ، 49% مِن، البالِغين، لعِبوا لُعبة فيديو في مرحلةٍ ما مِن أعمارِهِم. وأولئكَ الذينَ يلعَبونَ ألعابَ الفيديو بِانتِظامٍ مُنقَسِمونَ بِالتّساوي بينَ ذكَرٍ وأُنثى، لكِنّ الذّكورَ يُفَضّلونَ أن يُسموا أنفُسَهُم باللّعابين.

### اللّعّابات (الإناث)
اللّعّابة، هِي أيّة أنثى تلعَبُ ألعاب الفيديو. ووفقًا لدراسة أجرتها جمعية برمجيات الترفيه في عام 2009، تمثّل الإناث 40% من مجتمع الألعاب، والنّساء البالِغاتُ مِنَ العمر أربعة عشر عاما أو أكثر يمثلن 34% مِن إجماليّ اللّعّابين.
أيضا، اِرتفعت نسبة النساء اللواتي يلعبن عبر الشابكة إلى 43% ، بزيادة 4% عن عام 2004. وأظهرت نفس الدراسة أنّ 48% من مشتري الألعاب هم من الإناث.

### طيف التفاني
من الشائع عند إعلام الألعاب، ومحلّلي صناعة الألعاب، والأكادميين، تقسيم اللّعابينَ إلى عدة فئات سلوكيّةٍ. تُفصَلُ هذه الفئات تارةً حسب مستوى التفاني في اللعب، وتارةً حسبَ النوع الأساسِيّ لِلعبة، وتارةً أخرى حسب مزيج من هذه العوامل وغيرها. لا يوجد إجماع حول تعريفات أو أسماء هذه الفئات، رغم وجود العديد من المحاولات لإضفاء الطابع الرسمي عليها. في ما يلي نظرة عامة على هذه المحاولات وعناصرها المشتركة:
- المبتدئ (بالإنجليزية:Newbie): يطلق على المبتدئين أو القادمين الجدد إلى لعبة ما، أو للّعب عامةً.
- اللعّاب العادي: يطلق هذا المصطلح غالبا على اللّعّابينَ الذين يلعبون الألعاب العادية، ويمكن أن يطلق أيضًا على اللّعابين الذين لا يلعبون كثيرًا. فيمكن أن يلعبوا ألعابًا مصممةً للّعب بسهولةٍ، أو ألعابًا جماعيّةً لجلساتٍ قصيرةٍ، أو بِوتيرةٍ أبطأ من اللّعّابينَ المُتَشدّدين. تختلف أنواع الألعاب التي يمارسها اللّعّابونَ العادِيّونَ، كما يُستَبعَدُ أن يمتلك أحدهم مِطرافَ (وحدة) ألعابِ فيديو. ومِن الأمثلةِ عنِ الألعابِ العادِيّةِ: (السيمز:The Sims) و (نينتندوجيآس:Nintendogs). وتختلف الخصائص الديموغرافية للّعّابينَ العادِيينَ بشكلٍ كبيرٍ عنِ اللّعّابينَ الآخرينَ في مجال ألعابِ الفيديو. نظِرًا إلى أن اللّعّابينَ العادِيينَ أكبرُ سِنًا وإناثٌ في الغالِبِ. ويُعتَبَرُ لعّابو اللِّياقةِ الذينَ يُمارِسونَ ألعابَ تمارينٍ قائمةً على الحركة لعّابينَ عادِيينَ.
- اللّعّاب الأساسي: اللّعّاب الأساسي أو نصف الأساسي هو لاعب لديه مجال واسع من الاهتمامات أكثر من اللّعّابينَ العادِيّينَ وغالِبًا ما يلعب بحماس ألعابًا مختلفة، لكنه لا يمضي أوقاتًا طويلة ولا يحس بشعور المنافسة كاللّعّاب المُتشدد. واللّعّاب نصف الأساسي يستمتع بالألعاب وقد لايختم كل لعبة يشتريها.
- اللّعّاب المتشدد: اِقترح «إرنست آدمز» و«سكوت كيم» مقاييسَ التصنيفِ للتّمييز بين «اللّعّابينَ المتشدّدينَ» من اللّعّابينَ العاديّينَ، معَ التّركيزِ على العملِ والمنافسةِ والتّعقيدِ ومجتمعاتِ الألعابِ ومواكبةِ التّطوراتِ في الأجهزةِ والبرامجِ. كما حاولَ آخرونَ أن يرسموا التّمييزَ أساسًا حسبَ المنصّاتِ التي يفضّلها أحدُ اللاعبينَ، أو شجب المفهوم الكاملِ لتفريقِ اللّعّابِ العادِيّ عن المتشدّد بحجّة أنّهُ غامِضُ ومُسَبِّبٌ لِلخِلافِ.

### اللّعّاب المحترف
اللّعّابُ المُحترف عامّةً يلعب ألعابَ الفيديو لِلحُصولِ على جوائزٍ ورواتِبٍ. عادةً ما يدرسونَ الألعابَ لإتقانِها كما يلعبونَ في المنافسات. وقد يعتبر اللّعّاب المُحترف فِئةً أخرى، كاللّعّابِ المتشدّدِ، إذا اِستَوفى المعاييرَ الإضافِيّةَ لتِلكَ الفِئةِ. في الدُّوَلِ اللآسيويّةِ وخاصّةً كورِيا والصين، تقومُ الشّرِكاتُ الكُبرى برعايةِ اللّعّابينَ والفرقِ المُحتَرِفةِ إذ يمكنهم أن يكسبوا أكثرَ مِن مئةِ ألفِ دولارٍ أمريكيّ في السّنةِ.
في عام 2006، تعاقدت شركة رابطةِ الألعابِ الكبرى مع العديدِ مِن لاعبي «هولا 2» بما في ذلك «تايلور» وأعضاءِ فريقِ «فاينل بوس» مع صفقاتٍ سنويةٍ بقيمةِ مئتَينِ وخمسينَ ألفَ دولارٍ أمريكِيّ.

### اللّعّابونَ الكلاسيكِيّونَ
اللّعّاب الكلاسيكي هو اللّعّاب الذي يلعب، ويجمع الألعاب الكلاسيكيةَ، ويمكن أيضًا أن يطلق عليهم لاعبي المدرسةِ القديمةِ، وهو مصطلح منتشرٌ في الولاياتِ المتّحدةِ الأمريكيةِ. تُلعَبُ الألعاب على الأجهزة الأصليّة، أو على الأجهزة الحديثة عن طريق المُحاكاة، أو على الأجهزة الحديثة عبر منافذ أو مجموعات.

### التصنيف في الصِنافة
اِقتُرِحَ عدد من التّصنيفاتِ التي تصنّفُ فئاتِ اللّعّابينَ والجوانبَ التي يقيّمونها في الألعاب.
يصنف تصنيفُ بارتل لفِئات اللّاعبينَ اللّعّابينَ حسبَ الأنشطة المفضّلة لديهم داخل اللّعبة:
- المتميزون: الذين يرغبونَ في الحصولِ على النّقاطِ والنّجاحِ بشكلٍ عامٍ ضمنَ معاييرِ اللُّعبةِ، ويجمعونَ كلَّ مكافآتِ وشاراتِ اللُّعبة.
- المستكشفون: الذينَ يحبّونَ اِكتشافَ جميعِ المناطقِ داخلَ اللُّعبةِ، بما في ذلكَ المناطقَ الخفيّةِ ومواطِنِ الخللِ، وكشفَ كلِّ آلياتِ اللُّعبة.
- الاجتماعيون: الذينَ يفضّلونَ لعبَ الألعابِ للوجهِ الاجتماعيّ، بدلاً من اللُّعبةِ نفسها.
- المتسابقون: الذين يعشقونَ المنافسةَ معَ لاعبينَ آخرينَ.

يصف إطار آم دي آي جوانب مختلفة من اللعبة بخصوصِ القواعدِ والإجراءاتِ الأساسيّةِ (الميكانيكا)، وكيفيةِ بناءِها أثناءَ اللُّعبةِ لتطويرِ أسلوبِ اللّعبِ (الديناميكا)، والاِستجابةِ العاطفيةِ التي ينقلونها إلى اللاعبِ (الجماليات). والجمالياتُ وُصفت بأنّها الإحساسُ، والهوى، والسردُ، والتحدي، والزّمالةُ، والاِكتشافُ، والتّعبيرُ والإذعان. ويُوسعُ جيسي شيل هذا التصنيف بالتوقع، والشماتة، وإعطاء الهدية، والفكاهة، والإمكانات، والكبرياء، والتطهير، والمفاجأة، والإثارة، والمثابرة والعجب، ويقترح عددًا من تعميمات الاختلافات بين كيفيةِ لعبِ الذكورِ والإناث.

## الصورة الرمزية
إن الصّورة الرّمزية أو اِسم المُستَعمِل أو اِسم اللّعبة أو الكُنية أو مَعلَمُ اللّعّاب أو اِسم الشّاشة أو المِقبض هو اِسم مستعار عادةً، والذي يعتمده أحد لعّابي الفيديو، يُستَخدم كَأداة تعريف رئيسة مفضّلة لِمجتمع الألعاب. اِستخدام أسماء المستعمِلين هو الأكثر شُيوعًا في الألعاب مُتعددة اللّاعبين عبر الشابكة، أو في الاتفاقيات الرياضية الإلكترونية.

## الهُوية
هوية كونك لاعبا تتعلق جزئيا بالإرادة وأداء بعض الخصائص المجتمعية التي يُتَوَقَّعُ أن يجسدها اللّعّاب. وتشمل هذه التوقعات ليس فقط المستوى عالي من التّفاني في اللّعب، ولكن أيضا تفضيلات لأنواع معينة من الألعاب، بالإضافة للاهتمام بالممتلكات المتعلقة بالألعاب مثل الملابس والكتب المصورة. وفقا لغريم كيركباتريك (Graeme Kirkpatrick)، فإن «اللّعّاب الحقيقيَّ» مهتم أولاً وقبل كل شيء بأسلوب اللعب. يقول ألكسندر ماكريس، أحد مؤسسي مجلة الهارب (Escapist)، إن اللّعّاب متحمس  بقدر أكبر من التّفاني أكثر من مجرد اللّعب بها. قد لا يُعَرَّفُ الأشخاص الذين يلعبون على أنهم لعّابون لأنهم يشعرون أنهم لا يلعبون «بما فيه الكفاية» للتأهل. جعلت النظرة الاجتماعية لألعاب البعض يبتعد عن مصطلح «اللّعّاب»، على الرغم من أنه يلعب بشكل منتظم.

## العشائر والنقابات
العشيرة أو النّقابة هي مجموعة من اللّاعبين الذين يتشكّلون عادة تحت قائد أو مسؤول غير رسميّ. تُشَكَّلُ العشائر غالِبًا من قبل لاعبين لهم اِهتمامات متشابهة. كما تتشكل العديد من العشائر أو النقابات لوصل مجتمع «مفصول» أعضاءُه معزولون لولا ذلك بسبب الحواجز الجغرافية أو الثقافية أو المادية. وتتكون بعض العشائر من اللّعّابين المحترفين الذين يدخلون في المسابقات التنافسية للحصول على جوائز نقدية أو غيرها. ومع ذلك، فَمعظمها عبارة عن مجموعات من اللاعبين مُتماثلي التّفكير التي تتحّد معًا لغرض مشترك (على سبيل المثال، مجموعة ذات صلة بالألعاب أو مجموعة اِجتماعية).